# Walckenaeria dalmasi
Walckenaeria dalmasi este o specie de păianjeni din genul Walckenaeria, familia Linyphiidae. A fost descrisă pentru prima dată de Simon, 1914.
Este endemică în Franța. Conform Catalogue of Life specia Walckenaeria dalmasi nu are subspecii cunoscute.